# 1998 YG3
1998 YG3 är en asteroid i huvudbältet som upptäcktes 17 december 1998 av den japanska astronomen Takao Kobayashi vid Ōizumi-observatoriet.
Asteroiden har en diameter på ungefär 9 kilometer och den tillhör asteroidgruppen Eos.